# L'amico d'infanzia
Pour plus de détails, voir Fiche technique et Distribution.
L'amico d'infanzia est un film italien réalisé par Pupi Avati, sorti en 1994.

## Synopsis
Après la mort de l'animateur Duncan Mackay, c'est Arnold Gardner, 40 ans, qui lui succède à la présentation du talk-show «The Twenty-fifth Hour» devenant très populaire. Son ami d'enfance, Eddie Greenberg, malade, rancunier est jaloux de la renommée atteinte par Arnold veut lui nuire en lui demande de faire la confession publique d'un lourd secret «  péché de jeunesse ». Arnold résiste autant que possible mais Eddie pour « avoir sa tête » se met à tuer afin de montrer sa détermination et finalement Arnold révèle son secret à la télévision...

## Fiche technique
- Titre : L'amico d'infanzia
- Réalisation : Pupi Avati
- Scénario : Pupi Avati
- Photographie : Cesare Bastelli
- Montage : Amedeo Salfa
- Musique : Stefano Caprioli
- Pays d'origine : Italie
- Genre : thriller
- Dates de sortie : 
  -  Italie : 15 avril 1994

## Distribution
- Joe Ryan : Ted Gardner
- Jason Robards III : Arnold Gardner
- Amy Galper : Norma
- Robert Swan : Sortino
- Mary Sellers : Jenny Cohen